# Flora of North America
Flora of North America North of Mexico (FNA, «Флора Северной Америки») — издательский проект, многотомный труд, описывающий всё растительное многообразие Северной Америки к северу от Мексики, включая Гренландию и Гавайи. Работа над изданием ведётся в течение многих лет, первый том вышел в 1993 году, всего предполагается выпустить 30 томов. Ожидается что сводка охвати порядка 20 тысяч видов североамериканских сосудистых растений и мхов, что составит примерно 7 % общемировой флоры. Большая часть издания уже доступна в сети Интернете, на сайте eFloras.
Проект осуществляется в сотрудничестве более чем 800 авторов, работа которых координируется в сети Интернет.
Описание каждого вида содержит научное название, синонимику, известные общеупотребительные названия, классификацию, таксономическое описание, морфологию, ключи определители, хромосомные числа, карты распространения, фенологию, сведения о использовании и токсикологии, а также другую сопутствующую информацию, включая фотографии и иллюстрации.
Bryophyte Flora of North America дополнительный проект, ответвление от основного проекта «Flora of North America», посвящён описанию почти 1900 видов североамериканских мохообразных.

## История
Ещё в 1964 году в сообществе североамериканских ботаников, под впечатлением предстоящего выхода Flora Europaea, возникла идея создания комплексного ботанического труда о растительности Северной Америки. В 1966 году был создан комитет из 25 специалистов под председательством Р. Торна, который пришел к выводу, что создание Flora of North America возможно и необходимо. Многие ботаники выразили желание принять участие в предстоящем проекте, анонсированном Торном.
После шести лет планирования, проект должен быть начаться осенью 1972 года при поддержке Национального научного фонда, однако в связи со сложностями в финансировании, Национальный научный фонд отозвал свою поддержку, и проект был приостановлен летом 1973. Быстро возобновить работу проекта не удалось.
Весной 1982 года, 22 ботаника, представляющие разные регионы Соединенных Штатов и Канады, провели встречу в Ботаническом Саду Миссури с участим представителей Музея Карнеги и Hunt Institute for Botanical Documentation, где было принято решение возобновить деятельность по изданию Флоры. В течение нескольких лет, с 1983 по 1987 годы, были найдены дополнительные средства и поддерживающие организации, проект был принят к исполнению участвующими учреждениями.
1. Flora of North America : North of Mexico :  [англ.] : in 30 vol. / ed. by FNA Editorial Committee. — New York : Oxford University Press, 1993. — Vol. 1 : Introduction. — 400 p. — ISBN 0-19-505713-9. — ISBN 978-0-19-505713-3.
2. Flora of North America : North of Mexico :  [англ.] : in 30 vol. / ed. by FNA Editorial Committee. — New York : Oxford University Press, 1993. — Vol. 2 : Pteridophytes and Gymnosperms. — 496 p. — ISBN 0-19-508242-7. — ISBN 978-0-19-508242-5.
3. Flora of North America : North of Mexico :  [англ.] : in 30 vol. / ed. by FNA Editorial Committee. — New York : Oxford University Press, 1997. — Vol. 3 : Magnoliophyta: Magnoliidae and Hamamelidae. — 616 p. — ISBN 0-19-511246-6. — ISBN 978-0-19-511246-7.
4. Flora of North America : North of Mexico :  [англ.] : in 30 vol. / ed. by FNA Editorial Committee. — New York : Oxford University Press, 2003. — Vol. 4 : Magnoliophyta: Caryophyllidae, part 1. — 584 p. — ISBN 0-19-517389-9. — ISBN 978-0-19-517389-5.
5. Flora of North America : North of Mexico :  [англ.] : in 30 vol. / ed. by FNA Editorial Committee. — New York : Oxford University Press, 2005. — Vol. 5 : Magnoliophyta: Caryophyllidae, part 2. — 690 p. — ISBN 0-19-522211-3. — ISBN 978-0-19-522211-1.
6. Flora of North America : North of Mexico :  [англ.] : in 30 vol. / ed. by FNA Editorial Committee. — New York : Oxford University Press, 2015. — Vol. 6 : Magnoliophyta: Cucurbitaceae to Droseraceae. — 496 p. — ISBN 0-19-534027-2. — ISBN 978-0-19-534027-3.
7. Flora of North America : North of Mexico :  [англ.] : in 30 vol. / ed. by FNA Editorial Committee. — New York : Oxford University Press, 2010. — Vol. 7 : Magnoliophyta: Salicaceae to Brassicaceae. — 832 p. — ISBN 0-19-531822-6. — ISBN 978-0-19-531822-7.
8. Flora of North America : North of Mexico :  [англ.] : in 30 vol. / ed. by FNA Editorial Committee. — New York : Oxford University Press, 2009. — Vol. 8 : Magnoliophyta: Paeoniaceae to Ericaceae. — 624 p. — ISBN 0-19-534026-4. — ISBN 978-0-19-534026-6.
9. Flora of North America : North of Mexico :  [англ.] : in 30 vol. / ed. by FNA Editorial Committee. — New York : Oxford University Press, 2014. — Vol. 9 : Magnoliophyta: Picramniaceae to Rosaceae. — 752 p. — ISBN 0-19-534029-9. — ISBN 978-0-19-534029-7.
10. Flora of North America : North of Mexico :  [англ.] : in 30 vol. / ed. by FNA Editorial Committee. — New York : Oxford University Press, 2021. — Vol. 10 : Magnoliophyta: Proteaceae to Elaeagnaceae. — 488 p. — ISBN 0-19-757607-9. — ISBN 978-0-19-757607-6.
11. Flora of North America : North of Mexico :  [англ.] : in 30 vol. / ed. by FNA Editorial Committee. — New York : Oxford University Press, 2016. — Vol. 12 : Magnoliophyta: Vitaceae to Garryaceae. — 632 p. — ISBN 0-190643-72-2. — ISBN 978-0-190643-72-0.
12. Flora of North America : North of Mexico :  [англ.] : in 30 vol. / ed. by FNA Editorial Committee. — New York : Oxford University Press, 2019. — Vol. 17 : Magnoliophyta: Tetrachondraceae to Orbobanchaceae. — 768 p. — ISBN 0-19-086851-1. — ISBN 978-0-19-086851-2.
13. Flora of North America : North of Mexico :  [англ.] : in 30 vol. / ed. by FNA Editorial Committee. — New York : Oxford University Press, 2006. — Vol. 19 : Magnoliophyta: Asteridae (in part): Asteraceae, part 1. — 610 p. — ISBN 0-19-530563-9. — ISBN 978-0-19-530563-0.
14. Flora of North America : North of Mexico :  [англ.] : in 30 vol. / ed. by FNA Editorial Committee. — New York : Oxford University Press, 2006. — Vol. 20 : Magnoliophyta: Asteridae (in part): Asteraceae, part 2. — 690 p. — ISBN 0-19-530564-7. — ISBN 978-0-19-530564-7.
15. Flora of North America : North of Mexico :  [англ.] : in 30 vol. / ed. by FNA Editorial Committee. — New York : Oxford University Press, 2006. — Vol. 21 : Magnoliophyta: Asteridae (in part): Asteraceae, part 3. — 642 p. — ISBN 0-19-530565-5. — ISBN 978-0-19-530565-4.
16. Flora of North America : North of Mexico :  [англ.] : in 30 vol. / ed. by FNA Editorial Committee. — New York : Oxford University Press, 2000. — Vol. 22 : Magnoliophyta: Alismatidae, Arecidae, Commelinidae (in part), and Zingiberidae. — 384 p. — ISBN 0-19-513729-9. — ISBN 978-0-19-513729-3.
17. Flora of North America : North of Mexico :  [англ.] : in 30 vol. / ed. by FNA Editorial Committee. — New York : Oxford University Press, 2002. — Vol. 23 : Magnoliophyta: Commelinidae (in part): Cyperaceae. — 640 p. — ISBN 0-19-515207-7. — ISBN 978-0-19-515207-4.
18. Flora of North America : North of Mexico :  [англ.] : in 30 vol. / ed. by FNA Editorial Committee. — New York : Oxford University Press, 2007. — Vol. 24 : Magnoliophyta: Commelinidae (in part): Poaceae, part 1. — 944 p. — ISBN 0-19-531071-3. — ISBN 978-0-19-531071-9.
19. Flora of North America : North of Mexico :  [англ.] : in 30 vol. / ed. by FNA Editorial Committee. — New York : Oxford University Press, 2003. — Vol. 25 : Magnoliophyta: Commelinidae (in part): Poaceae, part 2. — 814 p. — ISBN 0-19-516748-1. — ISBN 978-0-19-516748-1.
20. Flora of North America : North of Mexico :  [англ.] : in 30 vol. / ed. by FNA Editorial Committee. — New York : Oxford University Press, 2002. — Vol. 26 : Magnoliophyta: Liliidae: Liliales and Orchidales. — 750 p. — ISBN 0-19-515208-5. — ISBN 978-0-19-515208-1.
21. Flora of North America : North of Mexico :  [англ.] : in 30 vol. / ed. by FNA Editorial Committee. — New York : Oxford University Press, 2007. — Vol. 27 : Bryophytes: Mosses, part 1. — 734 p. — ISBN 0-19-531823-4. — ISBN 978-0-19-531823-4.
22. Flora of North America : North of Mexico :  [англ.] : in 30 vol. / ed. by FNA Editorial Committee. — New York : Oxford University Press, 2014. — Vol. 28 : Bryophytes: Mosses, part 2. — 736 p. — ISBN 0-19-020275-0. — ISBN 978-0-19-020275-0.